# Rialto centrale russo
Il rialto centrale russo (in russo Среднерусская возвышенность?, Srednerusskaja vozvyšennost') è una zona di modeste elevazioni collinari, di origine morenica, situata nella parte sud-occidentale della Russia europea, con marginali interessamenti dell'Ucraina nordorientale.

## Geografia
L'intera zona si estende per circa mezzo milione di chilometri quadrati, sul territorio delle oblast' russe di Kaluga, Tula, Brjansk, Orël, Kursk, Lipeck, Voronež e Belgorod. Si allunga per circa 1.000 km con andamento NNO-SSE, all'incirca compresa fra i paralleli 55° e 50°N; la larghezza massima è di circa 500 km. Si allaccia a sud alle meno estese alture del Don, mentre si salda, nella parte nord, ad altre zone collinari come il rialto del Valdaj, le alture di Smolensk e, verso nordest, le alture di Mosca. 
Il rialto centrale russo funge da spartiacque per bacini idrografici di dimensioni decisamente rilevanti; fra i maggiori fiumi che hanno qui le loro sorgenti sono:
- il Don e il suo affluente Donec, tributari del Mar Nero;
- l'Oka, che tramite il Volga tributa al mar Caspio;
- il Sejm, affluente della Desna, tributaria del Dnepr.